# Deutschland sucht den Superstar/Staffel 7

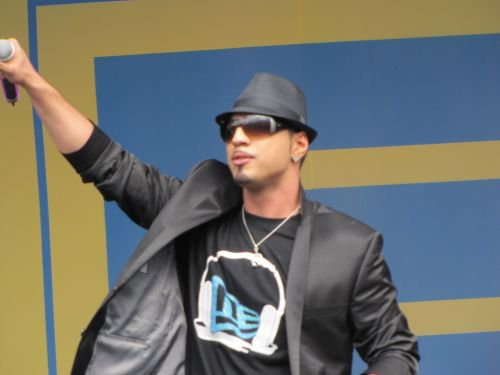
Mehrzad Marashi, der Sieger der siebten Staffel.

Die siebte Staffel der deutschen Gesangs-Castingshow Deutschland sucht den Superstar wurde vom 6. Januar bis zum 17. April 2010 im Programm des Fernsehsenders RTL ausgestrahlt.
Die Jury bestand erneut aus den Juroren Dieter Bohlen, Nina Eichinger und Volker Neumüller; als Sieger dieser Staffel ging Mehrzad Marashi hervor.
In der Zielgruppe erreichte die Staffel im Durchschnitt 4,24 Mio. Zuschauer, was 32,71 % Marktanteil entspricht. Insgesamt erreichte sie durchschnittlich 6,51 Mio. Zuschauer (Marktanteil 19,86 %). Die Zuschauerzahlen bei den Castings lagen vor denen der Mottoshows. Das Finale erreichte die insgesamt höchste Zuschauerzahl aller Folgen; damit war es die erfolgreichste Folge seit dem Finale der ersten Staffel und erreichte fast zwei Millionen Zuschauer mehr als das Finale der vorherigen Staffel.

## Kandidaten der Mottoshows
| Platz                                                                    | Kandidat                                   | Ausgeschieden am | Motto                                                     |
| ------------------------------------------------------------------------ | ------------------------------------------ | ---------------- | --------------------------------------------------------- |
| 1.                                                                       | Mehrzad Marashi                            | Gewinner         | Finale Lied nach Wahl, Staffel-Highlight und Siegertitel  |
| 2.                                                                       | Menowin Fröhlich                           | 17. April        | Finale Lied nach Wahl, Staffel-Highlight und Siegertitel  |
| 3.                                                                       | Manuel Hoffmann (nachgerückt für H. Orosz) | 10. April        | Boygroup-Songs, Titelhelden der Kandidaten und Nr.-1-Hits |
| 4.                                                                       | Kim Debkowski                              | 3. April         | Alt vs. Neu                                               |
| 5.                                                                       | Thomas Karaoglan                           | 27. März         | Balladen und Ballermann-Hits                              |
| 6.                                                                       | Helmut Orosz                               | 21. März         | Disqualifikation wegen Drogenkonsums                      |
| –                                                                        | Manuel Hoffmann                            | 20. März         | Deutsch vs. Englisch                                      |
| 7.                                                                       | Ines Redjeb                                | 13. März         | Die große 80er-Party                                      |
| 8.                                                                       | Nelson Sangaré                             | 6. März          | Happy Holidays                                            |
| 9.                                                                       | Marcel Pluschke                            | 27. Februar      | Die größten Pop-Hymnen aller Zeiten                       |
| 10.                                                                      | Steffi Landerer                            | 20. Februar      | Megahits von heute                                        |
|                                                                          |                                            |                  |                                                           |
| 11. bis 15.                                                              | Céline Denefleh                            | 13. Februar      | Jetzt oder Nie                                            |
| 11. bis 15.                                                              | Kevin Reichmann                            | 13. Februar      | Jetzt oder Nie                                            |
| 11. bis 15.                                                              | Dirk Petry                                 | 13. Februar      | Jetzt oder Nie                                            |
| 11. bis 15.                                                              | Naomi Marte                                | 13. Februar      | Jetzt oder Nie                                            |
| 11. bis 15.                                                              | Maria Valencia                             | 13. Februar      | Jetzt oder Nie                                            |
| Platzierungen der letzten 15 Kandidaten laut Ergebnis der Telefonvotings |                                            |                  |                                                           |

## Mottoshows und Resultate
|          | Top-15-Show Jetzt oder nie | Mottoshow 1 Megahits von heute | Mottoshow 2 Die größten Pop-Hymnen aller Zeiten | Mottoshow 3 Happy Holidays | Mottoshow 4 Die große 80er Party | Mottoshow 5 Deutsch vs. Englisch | Mottoshow 6 Ballermannhits und Balladen | Mottoshow 7 Alt vs. Neu | Mottoshow 8 Halbfinale: Boygroup-Songs; Titelhelden; Nr.-1-Hits | Mottoshow 9 Finale: Herzenssong; Staffel-Highlight; Siegertitel |
| -------- | -------------------------- | ------------------------------ | ----------------------------------------------- | -------------------------- | -------------------------------- | -------------------------------- | --------------------------------------- | ----------------------- | --------------------------------------------------------------- | --------------------------------------------------------------- |
| Platz 1  | Mehrzad 27,3 %             | Menowin 37,4 %                 | Menowin 36,2 %                                  | Menowin 26,0 %             | Menowin 42,6 %                   | Menowin 27,8 %                   | Menowin 27,3 %                          | Menowin 35,9 %          | Menowin 38,6 %                                                  | Mehrzad 56,4 %                                                  |
| Platz 2  | Menowin 22,8 %             | Mehrzad 14,6 %                 | Thomas 12,4 %                                   | Mehrzad 18,7 %             | Mehrzad 14,0 %                   | Mehrzad 21,9 %                   | Manuel 25,4 % (Ersatz für Helmut)       | Manuel 24,2 %           | Mehrzad 37,7 %                                                  | Menowin 43,6 %                                                  |
| Platz 2  | Menowin 22,8 %             | Mehrzad 14,6 %                 | Thomas 12,4 %                                   | Mehrzad 18,7 %             | Mehrzad 14,0 %                   | Mehrzad 21,9 %                   | Manuel 25,4 % (Ersatz für Helmut)       | Mehrzad 24,2 %          | Mehrzad 37,7 %                                                  | Menowin 43,6 %                                                  |
| Platz 3  | Thomas 09,3 %              | Thomas 12,7 %                  | Helmut 11,4 %                                   | Thomas 15,5 %              | Thomas 11,8 %                    | Kim 16,7 %                       | Mehrzad 18,4 %                          | –                       | Manuel 23,7 %                                                   |                                                                 |
| Platz 4  | Nelson 07,5 %              | Kim 07,3 %                     | Nelson 10,9 %                                   | Kim 09,3 %                 | Helmut 09,1 %                    | Helmut (disqualifiziert) 12,4 %  | Kim 15,5 %                              | Kim 15,7 %              |                                                                 |                                                                 |
| Platz 5  | Helmut 06,0 %              | Nelson 06,3 %                  | Mehrzad 09,2 %                                  | Helmut 08,2 %              | Kim 08,2 %                       | Thomas 11,4 %                    | Thomas 13,4 %                           |                         |                                                                 |                                                                 |
| Platz 5  | Helmut 06,0 %              | Nelson 06,3 %                  | Mehrzad 09,2 %                                  | Helmut 08,2 %              | Manuel 08,2 %                    | Thomas 11,4 %                    | Thomas 13,4 %                           |                         |                                                                 |                                                                 |
| Platz 6  | Manuel 05,8 %              | Helmut 06,2 %                  | Kim 07,4 %                                      | Ines 07,9 %                | –                                | Manuel 09,8 %                    |                                         |                         |                                                                 |                                                                 |
| Platz 7  | Kim 04,2 %                 | Ines 05,0 %                    | Ines 04,8 %                                     | Manuel 07,6 %              | Ines 06,1 %                      |                                  |                                         |                         |                                                                 |                                                                 |
| Platz 8  | Ines 03,6 %                | Manuel 04,0 %                  | Manuel 04,1 %                                   | Nelson 06,8 %              |                                  |                                  |                                         |                         |                                                                 |                                                                 |
| Platz 9  | Steffi 02,8 %              | Marcel 03,3 %                  | Marcel 03,6 %                                   |                            |                                  |                                  |                                         |                         |                                                                 |                                                                 |
| Platz 10 | Marcel 02,6 %              | Steffi 03,2 %                  |                                                 |                            |                                  |                                  |                                         |                         |                                                                 |                                                                 |
| Platz 11 | Céline 02,3 %              |                                |                                                 |                            |                                  |                                  |                                         |                         |                                                                 |                                                                 |
| Platz 12 | Kevin 01,7 %               |                                |                                                 |                            |                                  |                                  |                                         |                         |                                                                 |                                                                 |
| Platz 13 | Dirk 01,6 %                |                                |                                                 |                            |                                  |                                  |                                         |                         |                                                                 |                                                                 |
| Platz 14 | Naomi 01,3 %               |                                |                                                 |                            |                                  |                                  |                                         |                         |                                                                 |                                                                 |
| Platz 15 | Maria 01,2 %               |                                |                                                 |                            |                                  |                                  |                                         |                         |                                                                 |                                                                 |

### Jetzt oder Nie! – Die Top-15-Show
Die erste Live-Show der siebten Staffel fand am 13. Februar 2010 statt. Ursprünglich war vorgesehen, dass die sieben Teilnehmer mit den meisten Anrufen direkt in die Mottoshows kommen und drei weitere von der Jury ausgewählt werden. Die Jury entschied sich jedoch, die zehn Kandidaten mit den meisten Anruferstimmen weiterzulassen.
|  | Startnr. | Name             | Alter | Interpret, Lied                           | Bemerkung                                                       | Platzierung |
|  | -------- | ---------------- | ----- | ----------------------------------------- | --------------------------------------------------------------- | ----------- |
|  | 01       | Steffi Landerer  | 19    | Britney Spears – I Love Rock ’n’ Roll     | weiter nach Entscheidung der Jury (basierend auf Anruferzahlen) | 9 0(2,8 %)  |
|  | 02       | Manuel Hoffmann  | 19    | Milow – You Don’t Know                    | weiter                                                          | 6 0(5,8 %)  |
|  | 03       | Helmut Orosz     | 30    | Bryan Adams – Summer of ’69               | weiter                                                          | 5 0(6,0 %)  |
|  | 04       | Maria Valencia   | 19    | Jennifer Lopez – Let’s Get Loud           | ausgeschieden                                                   | 15 (1,2 %)  |
|  | 05       | Nelson Sangaré   | 24    | Mario – Let Me Love You                   | weiter                                                          | 4 0(7,5 %)  |
|  | 06       | Naomi Marte      | 16    | Nena – Irgendwie, irgendwo, irgendwann    | ausgeschieden                                                   | 14 (1,3 %)  |
|  | 07       | Dirk Petry       | 27    | The Beatles – Yesterday                   | ausgeschieden                                                   | 13 (1,6 %)  |
|  | 08       | Menowin Fröhlich | 22    | The Jackson Five – I’ll Be There          | weiter                                                          | 2 (22,8 %)  |
|  | 09       | Kevin Reichmann  | 17    | Justin Timberlake – Señorita              | ausgeschieden                                                   | 12 (1,7 %)  |
|  | 10       | Céline Denefleh  | 17    | Silbermond – Symphonie                    | ausgeschieden                                                   | 11 (2,3 %)  |
|  | 11       | Marcel Pluschke  | 19    | John Denver – Take Me Home, Country Roads | weiter nach Entscheidung der Jury (basierend auf Anruferzahlen) | 10 (2,6 %)  |
|  | 12       | Kim Debkowski    | 17    | LeAnn Rimes – Can’t Fight the Moonlight   | weiter                                                          | 7 0(4,2 %)  |
|  | 13       | Ines Redjeb      | 22    | Agnes – Release Me                        | weiter nach Entscheidung der Jury (basierend auf Anruferzahlen) | 8 0(3,6 %)  |
|  | 14       | Thomas Karaoglan | 16    | The Temptations – My Girl                 | weiter                                                          | 3 0(9,3 %)  |
|  | 15       | Mehrzad Marashi  | 29    | Söhne Mannheims – Und wenn ein Lied       | weiter                                                          | 1 (27,3 %)  |

### Erste Mottoshow
Die erste Mottoshow hatte den Titel Megahits von heute und fand am 20. Februar 2010 statt. Am 21. Februar um 00:07 Uhr war Steffi Landerer aus dem Wettbewerb ausgeschieden.
|  | Startnr. | Name             | Interpret, Lied                                 | Bemerkung     | Platzierung |
|  | -------- | ---------------- | ----------------------------------------------- | ------------- | ----------- |
|  | 01       | Nelson Sangaré   | Ne-Yo – Closer                                  | weiter        | 5 0(6,3 %)  |
|  | 02       | Manuel Hoffmann  | Ich + Ich – Pflaster                            | weiter        | 8 0(4,0 %)  |
|  | 03       | Kim Debkowski    | Rihanna – Take a Bow                            | weiter        | 4 0(7,3 %)  |
|  | 04       | Marcel Pluschke  | Sportfreunde Stiller – Ein Kompliment           | weiter        | 9 0(3,3 %)  |
|  | 05       | Steffi Landerer  | Katy Perry – I Kissed a Girl                    | ausgeschieden | 10 (3,2 %)  |
|  | 06       | Helmut Orosz     | Lenny Kravitz – I’ll Be Waiting                 | weiter        | 6 0(6,2 %)  |
|  | 07       | Mehrzad Marashi  | James Morrison & Nelly Furtado – Broken Strings | weiter        | 2 (14,6 %)  |
|  | 08       | Thomas Karaoglan | Culcha Candela – Monsta                         | weiter        | 3 (12,7 %)  |
|  | 09       | Ines Redjeb      | Keri Hilson – I Like                            | weiter        | 7 0(5,0 %)  |
|  | 10       | Menowin Fröhlich | Daniel Merriweather – Change                    | weiter        | 1 (37,6 %)  |

### Zweite Mottoshow
Die zweite Mottoshow, Die größten Pop-Hymnen, fand am 27. Februar 2010 statt. Die vier Kandidaten mit den wenigsten Anruferstimmen waren Kim Debkowski, Ines Redjeb, Marcel Pluschke und Nelson Sangaré. Um 23:58 Uhr schied Marcel Pluschke aus dem Wettbewerb aus.
|  | Startnr. | Name             | Interpret, Lied                                  | Bemerkung     | Platzierung |
|  | -------- | ---------------- | ------------------------------------------------ | ------------- | ----------- |
|  | 01       | Thomas Karaoglan | David Hasselhoff – I’ve Been Looking for Freedom | weiter        | 2 (12,4 %)  |
|  | 02       | Kim Debkowski    | Irene Cara – Fame                                | weiter        | 6 0(7,4 %)  |
|  | 03       | Mehrzad Marashi  | U2 – One                                         | weiter        | 5 0(9,2 %)  |
|  | 04       | Manuel Hoffmann  | Scorpions – Wind of Change                       | weiter        | 8 0(4,1 %)  |
|  | 05       | Ines Redjeb      | Irene Cara – What a Feeling                      | weiter        | 7 0(4,8 %)  |
|  | 06       | Marcel Pluschke  | Opus – Live Is Life                              | ausgeschieden | 9 0(3,6 %)  |
|  | 07       | Nelson Sangaré   | Louis Armstrong – What a Wonderful World         | weiter        | 4 (10,9 %)  |
|  | 08       | Menowin Fröhlich | USA for Africa – We Are the World                | weiter        | 1 (36,2 %)  |
|  | 09       | Helmut Orosz     | Bon Jovi – It’s My Life                          | weiter        | 3 (11,4 %)  |

### Dritte Mottoshow
Die dritte Mottoshow hatte den Titel Happy Holidays und fand am 6. März 2010 statt. Der Eröffnungssong war in dieser Show ein Medley aus bekannten Liedern zum Thema Urlaub:

Alle: Ritmo de la Noche (Originalinterpret: Chocolate)

Ines Redjeb und Kim Debkowski: The Tide Is High (Originalinterpret: Blondie)

Helmut Orosz und Thomas Karaoglan: All Summer Long (Originalinterpret: Kid Rock)

Manuel Hoffmann und Nelson Sangaré: Bailamos (Originalinterpret: Enrique Iglesias)

Menowin Fröhlich und Mehrzad Marashi: Mambo No. 5 (Originalinterpret: Lou Bega)

Die vier Kandidaten, die am wenigsten Anruferstimmen bekommen hatten, waren Kim Debkowski, Ines Redjeb, Manuel Hoffmann und Nelson Sangaré. Am 7. März um 00:01 Uhr verkündete Marco Schreyl, dass Nelson Sangaré von den Zuschauern herausgewählt wurde.
|  | Startnr. | Name             | Interpret, Lied                                         | Bemerkung     | Platzierung |
|  | -------- | ---------------- | ------------------------------------------------------- | ------------- | ----------- |
|  | 01       | Helmut Orosz     | Joe Cocker – Summer in the City                         | weiter        | 5 0(8,2 %)  |
|  | 02       | Nelson Sangaré   | The Underdog Project – Summer Jam                       | ausgeschieden | 8 0(6,8 %)  |
|  | 03       | Manuel Hoffmann  | Modjo – Lady (Hear Me Tonight)                          | weiter        | 7 0(7,6 %)  |
|  | 04       | Ines Redjeb      | David Guetta feat. Kelly Rowland – When Love Takes Over | weiter        | 6 0(7,9 %)  |
|  | 05       | Menowin Fröhlich | Santana feat. The Product G&B – Maria Maria             | weiter        | 1 (26,0 %)  |
|  | 06       | Kim Debkowski    | Madonna – La Isla Bonita                                | weiter        | 4 0(9,3 %)  |
|  | 07       | Mehrzad Marashi  | Kool & The Gang – Fresh                                 | weiter        | 2 (18,7 %)  |
|  | 08       | Thomas Karaoglan | Mark Medlock – Mamacita                                 | weiter        | 3 (15,5 %)  |

### Vierte Mottoshow
Die vierte Mottoshow vom 13. März 2010 stand unter dem Motto Die große 80er-Party. Jeder Kandidat sang einen Song, der aus den Jahren 1980–1989 stammt. Als Eröffnungssong wurde von den verbliebenen sieben Kandidaten Wake Me Up Before You Go-Go gesungen, der ebenfalls aus den 1980ern stammt und damals von Wham! gesungen wurde.
Von allen drei Jurymitgliedern wurden Ines Redjeb und Manuel Hoffmann als schlechteste Kandidaten des Abends genannt. Die vier Kandidaten mit den geringsten Anruferzahlen waren Manuel Hoffmann und Ines Redjeb, zusammen mit Kim Debkowski und Helmut Orosz. Die meisten Anruferzahlen bekamen Thomas Karaoglan, Hasso Menowin Fröhlich und Mehrzad Marashi.
Mit der Einschätzung der Jury übereinstimmend, verkündete Marco Schreyl um 23:59 Uhr, dass Ines Redjeb die siebte Staffel von DSDS verlassen muss. Somit war Kim Debkowski die letzte weibliche Teilnehmerin.
|  | Startnr. | Name             | Interpret, Lied                                                    | Bemerkung     | Platzierung |
|  | -------- | ---------------- | ------------------------------------------------------------------ | ------------- | ----------- |
|  | 01       | Kim Debkowski    | The Bangles – Eternal Flame                                        | weiter        | 5 0(8,2 %)  |
|  | 02       | Helmut Orosz     | Eric Carmen – Hungry Eyes                                          | weiter        | 4 0(9,1 %)  |
|  | 03       | Manuel Hoffmann  | Münchener Freiheit – Ohne Dich (Schlaf’ ich heut’ Nacht nicht ein) | weiter        | 5 0(8,2 %)  |
|  | 04       | Mehrzad Marashi  | Lionel Richie – Hello                                              | weiter        | 2 (14,0 %)  |
|  | 05       | Ines Redjeb      | Madonna – Like a Prayer                                            | ausgeschieden | 7 0(6,1 %)  |
|  | 06       | Thomas Karaoglan | Village People – Y.M.C.A.                                          | weiter        | 3 (11,8 %)  |
|  | 07       | Menowin Fröhlich | Michael Jackson – Billie Jean                                      | weiter        | 1 (42,6 %)  |

### Fünfte Mottoshow
Die fünfte Mottoshow fand am 20. März 2010 statt. Jeder Kandidat ging mit zwei Liedern in den Wettbewerb. Das Motto lautete Deutsch vs. Englisch; im ersten Durchlauf sang jeder Kandidat einen deutschen Titel und im zweiten Durchlauf einen englischen. Das Wort vs. war eine Anspielung auf die Tatsache, dass zwischen der Show und der Entscheidung ein Boxkampf zwischen Wladimir Klitschko und Eddie Chambers stattfand.
Let Me Entertain You von Robbie Williams war das gemeinsame Eröffnungslied der verbliebenen sechs Kandidaten.
Nachdem alle ihren ersten Titel gesungen hatten, wurden die Telefonleitungen freigegeben.
Alle Jurymitglieder waren sich einig, dass Helmut Orosz der schlechteste Kandidat an diesem Abend war.
Die drei Kandidaten mit den wenigsten Anruferzahlen waren Thomas Karaoglan, Helmut Orosz und Manuel Hoffmann. Am 21. März 2010 um 00:41 Uhr verkündete Marco Schreyl, dass Manuel Hoffmann ausgeschieden ist.
Bereits eine Stunde nach dem Ende der Sendung wurde Helmut Orosz wegen Drogenkonsums aus dem Wettbewerb ausgeschlossen. Seinen Platz nahm Manuel Hoffmann ein.
|  | Startnr. | Name             | 1. Interpret, Lied                              | 2. Interpret, Lied                                 | Bemerkung                                                                      | Platzierung |
|  | -------- | ---------------- | ----------------------------------------------- | -------------------------------------------------- | ------------------------------------------------------------------------------ | ----------- |
|  | 01       | Thomas Karaoglan | Culcha Candela – Hamma!                         | Take That – Relight My Fire                        | weiter                                                                         | 5 (11,4 %)  |
|  | 02       | Helmut Orosz     | Klaus Lage – 1000 und 1 Nacht (Zoom!)           | The Rolling Stones – (I Can’t Get No) Satisfaction | weiter, wurde danach wegen Drogenkonsum vom Wettbewerb ausgeschlossen          | 4 (12,4 %)  |
|  | 03       | Kim Debkowski    | Silbermond – Krieger des Lichts                 | Kylie Minogue – Can’t Get You Out of My Head       | weiter                                                                         | 3 (16,7 %)  |
|  | 04       | Manuel Hoffmann  | Laith Al-Deen – Bilder von dir                  | Ronan Keating – Life Is a Rollercoaster            | ausgeschieden, jedoch durch den Rauswurf von Helmut Orosz wieder im Wettbewerb | 6 0(9,8 %)  |
|  | 05       | Menowin Fröhlich | Peter Maffay – Über sieben Brücken mußt du gehn | Simply Red – If You Don’t Know Me by Now           | weiter                                                                         | 1 (27,8 %)  |
|  | 06       | Mehrzad Marashi  | Herbert Grönemeyer – Flugzeuge im Bauch         | Madcon – Beggin’                                   | weiter                                                                         | 2 (21,9 %)  |

### Sechste Mottoshow
Die sechste Mottoshow fand am 27. März 2010 statt und stand unter dem Motto Ballermann und Balladen. Im ersten Durchlauf sang jeder Kandidat einen Party-Hit und im zweiten Durchgang eine gefühlvolle Ballade.
Der in der letzten Mottoshow ausgeschiedene Manuel Hoffmann war anstelle des disqualifizierten Helmut Orosz wieder im Rennen.
Zur Eröffnung sangen die Kandidaten gemeinsam den Ballermann-Hit Hey Baby von DJ Ötzi.
Die drei Teilnehmer mit den wenigsten Anruferzahlen waren Thomas Karaoglan, Manuel Hoffmann und Kim Debkowski.
Am 28. März 2010 um 0:06 Uhr verkündete Marco Schreyl, dass Thomas Karaoglan die wenigsten Anrufe erhielt und ausgeschieden ist.
|  | Startnr. | Name             | 1. Interpret, Lied                                      | 2. Interpret, Lied                              | Bemerkung     | Platzierung |
|  | -------- | ---------------- | ------------------------------------------------------- | ----------------------------------------------- | ------------- | ----------- |
|  | 01       | Thomas Karaoglan | Frauenarzt & Manny Marc – Das geht ab!                  | Ben E. King – Stand by Me                       | ausgeschieden | 5 (13,4 %)  |
|  | 02       | Manuel Hoffmann  | DJ Ötzi & Nik P. – Ein Stern (… der deinen Namen trägt) | Elton John – Sorry Seems to Be the Hardest Word | weiter        | 2 (25,4 %)  |
|  | 03       | Kim Debkowski    | Andrea Berg – Du hast mich tausendmal belogen           | A Fine Frenzy – Almost Lover                    | weiter        | 4 (15,5 %)  |
|  | 04       | Mehrzad Marashi  | Shaggy – Boombastic                                     | Chicago – Hard to Say I’m Sorry                 | weiter        | 3 (18,4 %)  |
|  | 05       | Menowin Fröhlich | Haddaway – What Is Love                                 | Bee Gees – How Deep Is Your Love                | weiter        | 1 (27,3 %)  |

### Siebte Mottoshow
Die siebte Mottoshow fand am 3. April 2010 statt. Das Motto lautete Alt vs. Neu. In der ersten Runde sangen die Kandidaten einen Titel der letzten fünf Jahre und in der zweiten Runde einen etwas älteren Titel. Zum Auftakt sangen alle Wettbewerber zusammen den Titel Crying at the Discoteque von Alcazar.
Als Wackelkandidaten des Abends nannte die Jury Kim Debkowski aufgrund ihres ersten Songs und Menowin Fröhlich aufgrund seines Verhaltens in der Woche.
Ins Halbfinale der siebten Staffel sind nach Anrufervoting Mehrzad Marashi, Menowin Fröhlich und Manuel Hoffmann gewählt worden. Um 23:30 Uhr verkündete Marco Schreyl, dass Kim Debkowski ausgeschieden ist. Sie war die beste weibliche Kandidatin der siebten Staffel.
|  | Startnr. | Name             | 1. Interpret, Lied                | 2. Interpret, Lied                        | Bemerkung     | Platzierung |
|  | -------- | ---------------- | --------------------------------- | ----------------------------------------- | ------------- | ----------- |
|  | 01       | Manuel Hoffmann  | Snow Patrol – Chasing Cars        | Nick Straker Band – A Walk in the Park    | weiter        | 2 (24,2 %)  |
|  | 02       | Kim Debkowski    | Cascada – Evacuate the Dancefloor | Baccara – Yes Sir, I Can Boogie           | ausgeschieden | 4 (15,7 %)  |
|  | 03       | Menowin Fröhlich | Milow – Ayo Technology            | Kool & The Gang – Celebration             | weiter        | 1 (35,9 %)  |
|  | 04       | Mehrzad Marashi  | Gnarls Barkley – Crazy            | The Righteous Brothers – Unchained Melody | weiter        | 2 (24,2 %)  |

### Halbfinale
Manuel Hoffmann, Mehrzad Marashi und Menowin Fröhlich kämpften am 10. April um die Tickets für das anstehende Finale. Erstmals in dieser Staffel sang jeder Kandidat drei Songs. Die Mottos der drei Runden lauteten Boygroup-Songs, Persönliche Musik-Helden und No. 1 Hits.
Erwähnenswert ist, dass Mehrzad Marashi nach seinem Song Ich kenne nichts (das so schön ist wie du) seiner Lebensgefährtin einen Heiratsantrag gemacht hat und diese einwilligte.
Nachdem alle Kandidaten ihre drei Songs gesungen hatten, präsentierte Mark Medlock, der Sieger der vierten Staffel, seinen neuen Song Real Love.
Um 23:45 Uhr verkündete Marco Schreyl, dass Manuel Hoffmann erneut ausgeschieden ist. Im Finale waren somit Mehrzad Marashi und Menowin Fröhlich.
|  | Startnr. | Name             | 1. Interpret, Lied            | 2. Interpret, Lied                              | 3. Interpret, Lied                                                   | Bemerkung     | Platzierung |
|  | -------- | ---------------- | ----------------------------- | ----------------------------------------------- | -------------------------------------------------------------------- | ------------- | ----------- |
|  | 01       | Manuel Hoffmann  | The Killers – Human           | Sting – Englishman in New York                  | Richard Sanderson – Reality                                          | ausgeschieden | 3 (23,7 %)  |
|  | 02       | Mehrzad Marashi  | Boyz II Men – End of the Road | Del Shannon – Runaway                           | Xavier Naidoo feat. RZA – Ich kenne nichts (das so schön ist wie du) | weiter        | 2 (37,7 %)  |
|  | 03       | Menowin Fröhlich | Boyzone – No Matter What      | Stevie Wonder – You Are the Sunshine of My Life | All-4-One – I Swear                                                  | weiter        | 1 (38,6 %)  |

### Finale
Am 17. April standen sich Menowin Fröhlich und Mehrzad Marashi im Finale gegenüber. In der ersten Runde sangen die Kontrahenten ein Lied ihrer Wahl, danach einen Song, den sie bereits in einer Liveshow gesungen haben und in der dritten Runde sang jeder den Siegertitel Don’t Believe.
Da der Flug von Jurymitglied Nina Eichinger zur Show aufgrund des Ausbruchs des Eyjafjallajökull gestrichen wurde, wurde sie von Sylvie van der Vaart vertreten. Van der Vaart war bereits bei Das Supertalent mit Dieter Bohlen in einer Jury.
Als Eröffnungssong sangen die bereits ausgeschiedenen Top-10-Kandidaten (außer Helmut Orosz) I Gotta Feeling von den Black Eyed Peas.
Die Jury benannte als Favoriten einstimmig Menowin Fröhlich.
Kurz vor der Entscheidung sangen Marashi und Fröhlich gemeinsam das Lied Sweat (A La La La La Long) von Inner Circle. Beide hatten dieses Lied schon im Recall erfolgreich als Duett gesungen.
Mehrzad Marashi wurde Sieger der siebten Staffel und somit Superstar 2010. Er ist bislang der einzige Sieger, der im Staffelfinale nicht als Letzter auftrat.
Nach der Show moderierte Frauke Ludowig, wie auch in den letzten Jahren, Exclusiv Spezial – Die Nacht der Superstars.
|  | Startnr. | Name             | 1. Interpret, Lied                                     | 2. Interpret, Lied            | 3. Interpret, Lied                                         | Bemerkung | Platzierung |
|  | -------- | ---------------- | ------------------------------------------------------ | ----------------------------- | ---------------------------------------------------------- | --------- | ----------- |
|  | 01       | Mehrzad Marashi  | Lionel Richie – Endless Love                           | Kool & The Gang – Fresh       | Don’t Believe (Siegertitel, geschrieben von Dieter Bohlen) | Sieger    | 1 (56,4 %)  |
|  | 02       | Menowin Fröhlich | Dionne Warwick & Friends – That’s What Friends Are For | Michael Jackson – Billie Jean | Don’t Believe (Siegertitel, geschrieben von Dieter Bohlen) | 2. Platz  | 2 (43,6 %)  |

## Quoten
| Folge         | Erstausstrahlung      | Quote der 14- bis 49-Jährigen            | Quote gesamt                             |
| ------------- | --------------------- | ---------------------------------------- | ---------------------------------------- |
| Castings:     |                       |                                          |                                          |
| Folge 1       | Mi., 6. Januar 2010   | 5,04 Mio. Zuschauer; 34,8 % Marktanteil  | 7,37 Mio. Zuschauer; 20,9 % Marktanteil  |
| Folge 2       | Sa., 9. Januar 2010   | 4,68 Mio. Zuschauer; 35,8 % Marktanteil  | 6,93 Mio. Zuschauer; 20,3 % Marktanteil  |
| Folge 3       | Mi., 13. Januar 2010  | 4,62 Mio. Zuschauer; 31,9 % Marktanteil  | 6,85 Mio. Zuschauer; 19,6 % Marktanteil  |
| Folge 4       | Sa., 16. Januar 2010  | 4,76 Mio. Zuschauer; 37,0 % Marktanteil  | 7,02 Mio. Zuschauer; 20,7 % Marktanteil  |
| Folge 5       | Mi., 20. Januar 2010  | 4,88 Mio. Zuschauer; 33,9 % Marktanteil  | 7,34 Mio. Zuschauer; 21,2 % Marktanteil  |
| Folge 6       | Sa., 23. Januar 2010  | 3,49 Mio. Zuschauer; 28,9 % Marktanteil  | 5,46 Mio. Zuschauer; 16,8 % Marktanteil  |
| Folge 7       | Mi., 27. Januar 2010  | 4,75 Mio. Zuschauer; 33,7 % Marktanteil  | 7,09 Mio. Zuschauer; 20,7 % Marktanteil  |
| Recalls:      |                       |                                          |                                          |
| Folge 8       | Sa., 30. Januar 2010  | 4,30 Mio. Zuschauer; 33,8 % Marktanteil  | 6,39 Mio. Zuschauer; 19,7 % Marktanteil  |
| Folge 9       | Mi., 3. Februar 2010  | 4,54 Mio. Zuschauer; 31,2 % Marktanteil  | 6,50 Mio. Zuschauer; 18,5 % Marktanteil  |
| Folge 10      | Sa., 6. Februar 2010  | 4,40 Mio. Zuschauer; 35,0 % Marktanteil  | 6,86 Mio. Zuschauer; 21,2 % Marktanteil  |
| Top-15-Show:  |                       |                                          |                                          |
| Folge 11      | Sa., 13. Februar 2010 | 3,97 Mio. Zuschauer; 31,9 % Marktanteil  | 6,13 Mio. Zuschauer; 19,2 % Marktanteil  |
| Mottoshows:   |                       |                                          |                                          |
| Folge 12      | Sa., 20. Februar 2010 | 4,13 Mio. Zuschauer; 32,1 % Marktanteil  | 6,46 Mio. Zuschauer; 19,6 % Marktanteil  |
| Folge 13      | Sa., 27. Februar 2010 | 3,33 Mio. Zuschauer; 27,8 % Marktanteil  | 5,29 Mio. Zuschauer; 16,7 % Marktanteil  |
| Folge 14      | Sa., 6. März 2010     | 3,95 Mio. Zuschauer; 31,2 % Marktanteil  | 6,17 Mio. Zuschauer; 19,0 % Marktanteil  |
| Folge 15      | Sa., 13. März 2010    | 3,91 Mio. Zuschauer; 31,4 % Marktanteil  | 6,22 Mio. Zuschauer; 20,2 % Marktanteil  |
| Folge 16      | Sa., 20. März 2010    | 4,25 Mio. Zuschauer; 33,7 % Marktanteil  | 6,63 Mio. Zuschauer; 20,2 % Marktanteil  |
| Folge 17      | Sa., 27. März 2010    | 3,70 Mio. Zuschauer; 29,3 % Marktanteil  | 5,90 Mio. Zuschauer; 18,7 % Marktanteil  |
| Folge 18      | Sa., 3. April 2010    | 3,52 Mio. Zuschauer; 31,2 % Marktanteil  | 5,79 Mio. Zuschauer; 19,7 % Marktanteil  |
| Folge 19      | Sa., 10. April 2010   | 3,79 Mio. Zuschauer; 30,3 % Marktanteil  | 6,24 Mio. Zuschauer; 19,4 % Marktanteil  |
| Folge 20      | Sa., 17. April 2010   | 4,72 Mio. Zuschauer; 39,2 % Marktanteil  | 7,58 Mio. Zuschauer; 24,4 % Marktanteil  |
| Durchschnitt: |                       |                                          |                                          |
| -             | -                     | 4,24 Mio. Zuschauer; 32,71 % Marktanteil | 6,51 Mio. Zuschauer; 19,86 % Marktanteil |

### Quotenverlauf der Castings und Live-Shows
| Legende                             | Legende                                          |
| ----------------------------------- | ------------------------------------------------ |
| Marktanteil der 14- bis 49-Jährigen | davon anteilig eingezeichnet: Marktanteil gesamt |